# Parkapzuk
La parkapzuk (arménien : Պարկապզուկ) est une cornemuse sans bourdon et avec deux tuyaux mélodiques : ils sont en bois, avec six trous de doigts chacun et ne sont pas accordés à l'unisson. La parkapzuk est faite d'un sac en peau de chèvre teint en gris avec une représentation du mont Ararat.